# Moritz Stumpf & Sohn

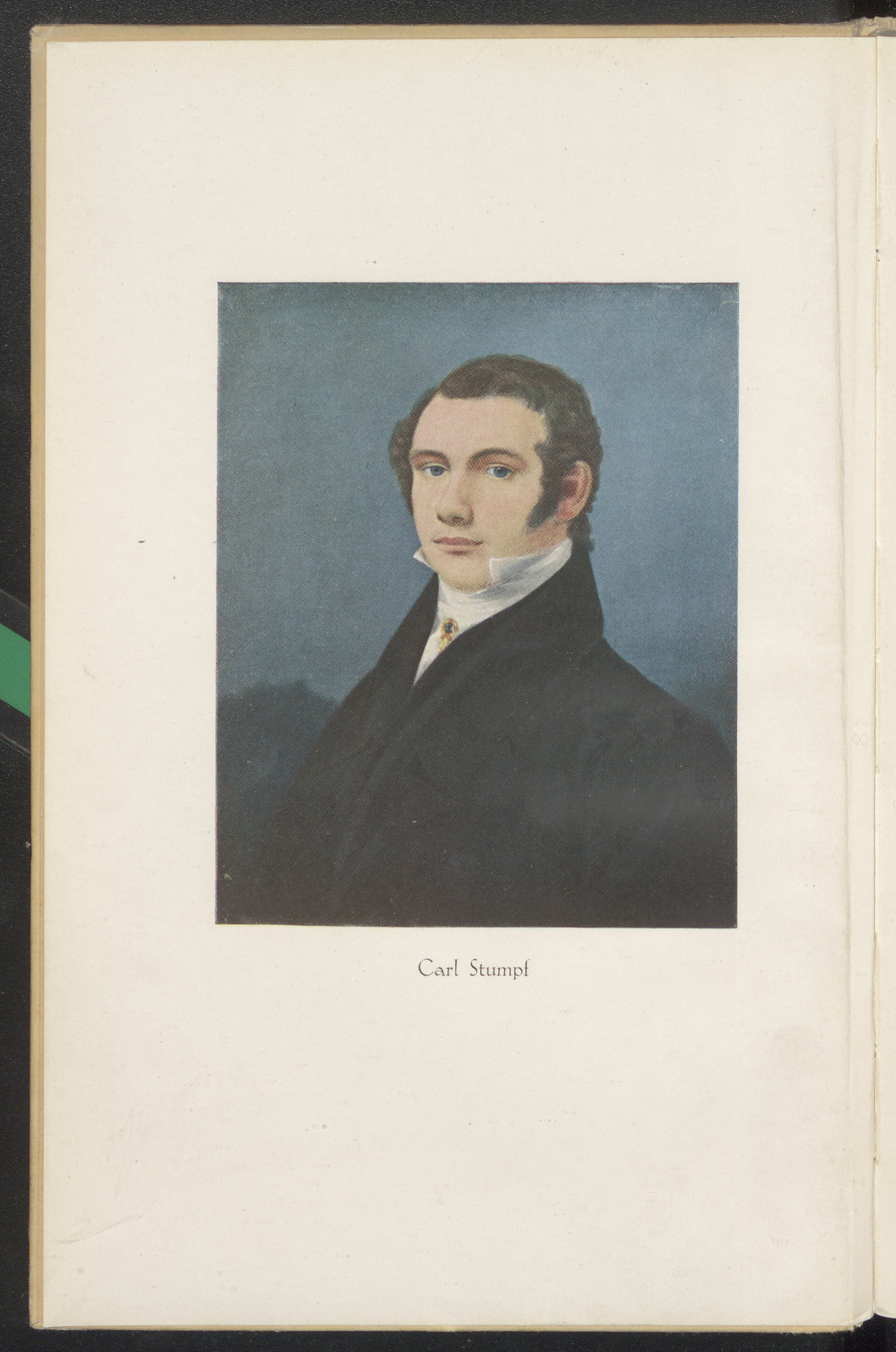
Carl Stumpf

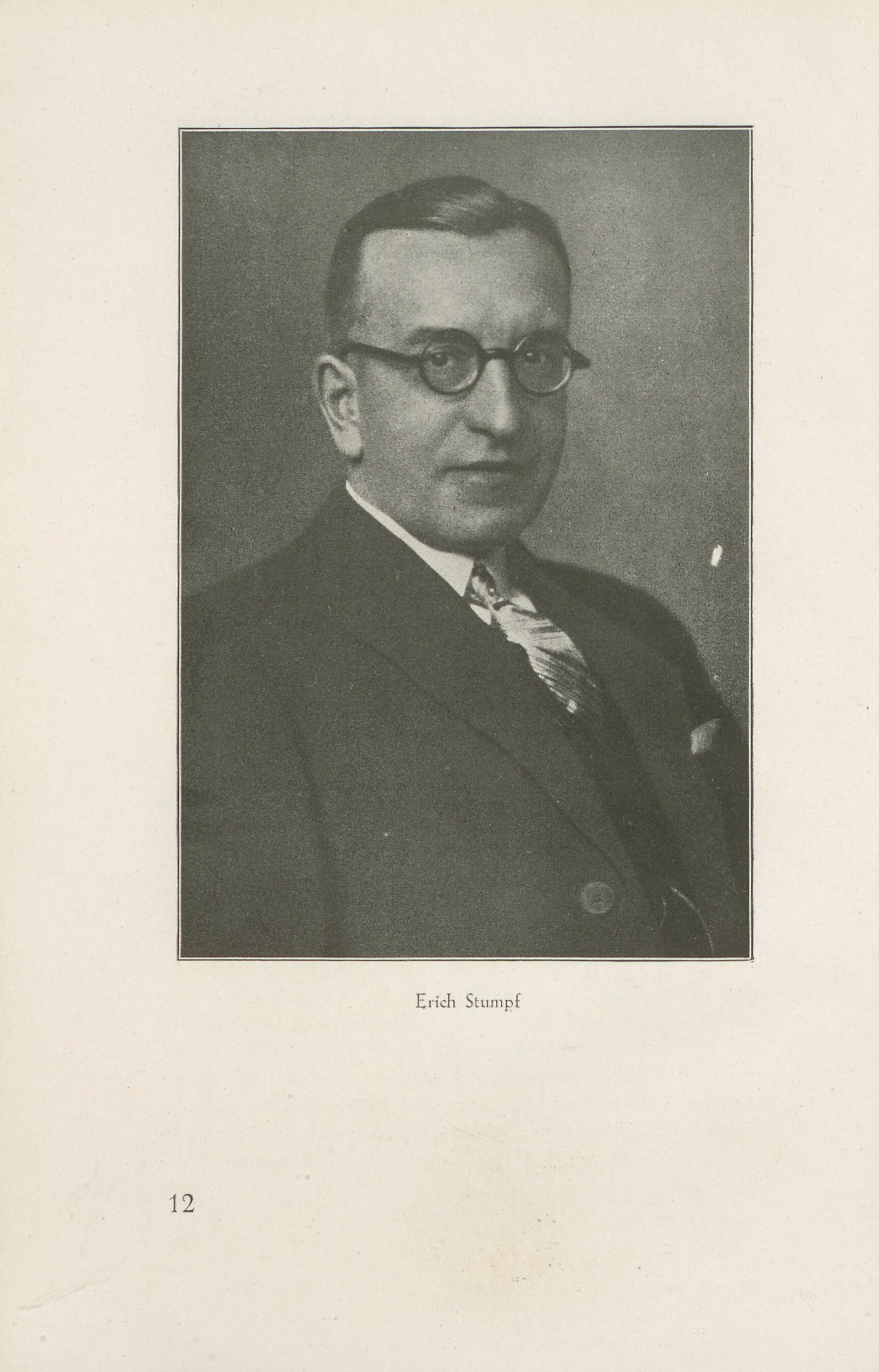
Erich Stumpf

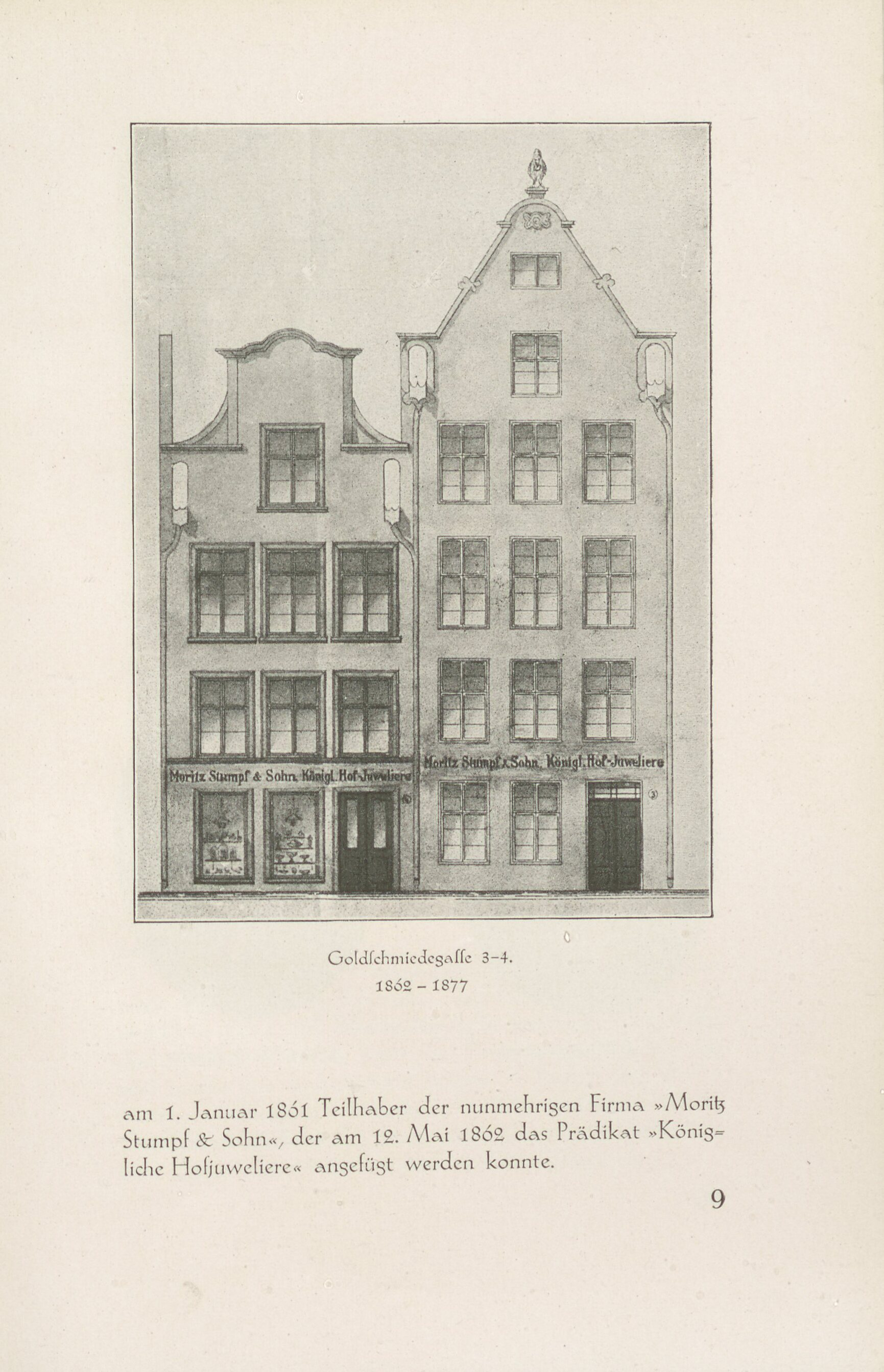
Das Haus in der Goldschmiedegasse 3–4

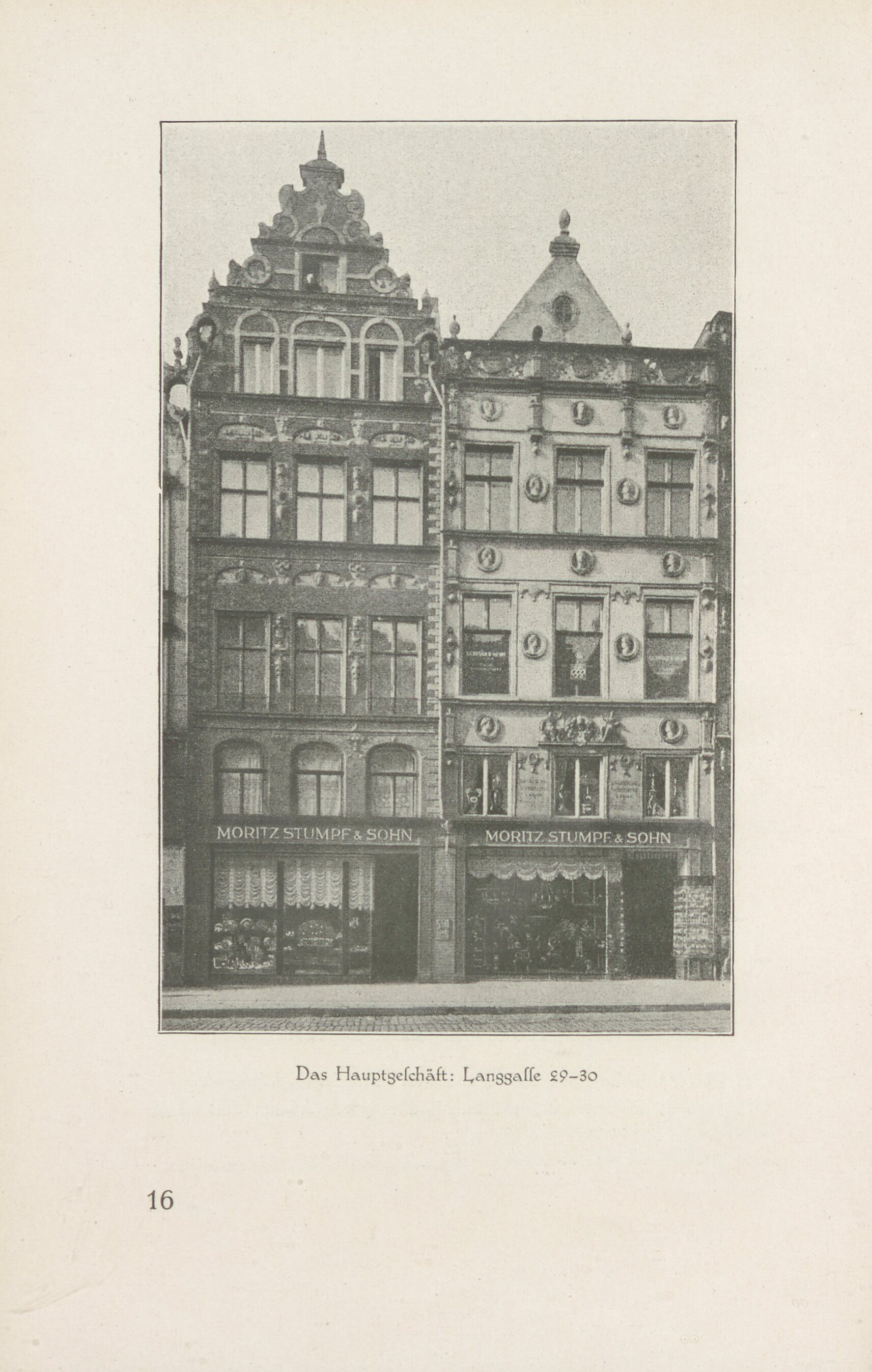
Hauptgeschäft in der Langgasse

Die Goldschmiede Moritz Stumpf & Sohn wurde im Jahre 1804 von Carl Stumpf begründet. Sie gehört zu den ältesten Danziger Unternehmungen und ist die einzige, die über ein Jahrhundert durch vier Generationen in einer Familie geblieben ist.

## Geschichte
Die Familie Stumpf stammt ursprünglich aus Westböhmen. Es war eine weit verzweigte deutsche katholische Familie. Einer der Zweige, die zum protestantischen Glauben konvertierte, war nach dem Ausbruch der Verfolgung durch die verlorene Schlacht am Weißen Berg einsetzte, gezwungen, Böhmen zu verlassen. Johann Wilhelm Stumpf war Kupferstecher, der in bekannten Goldschmiedewerkstätten in Breslau ausgebildet wurde und nach Riga übersiedelte. Sohn Carl (geb. 6. April 1784 in Bickern bei Riga) gab den Familienbetrieb auf und siedelte nach 1804 Danzig über. Als eine Goldschmiede- und Bernsteinwerkstätte eröffnete er in der Goldschmiedegasse sein Geschäft. Durch die Heirat mit der Tochter eines bekannten Goldschmiedemeisters, einem Mitglied der Zunft.,wurde Carl Stumpf in kürzester Zeit den anderen Goldschmiedemeistern in Danzig ebenbürtig. Am 5. April 1804 eröffnete der junge Geselle, erst zwanzig Jahre alt, seine eigene Goldschmiedewerkstatt an einem renommierten Ort in der Hansestadt. Doch seine Frau, Emilia Stumpf, starb jung und hinterließ ihrem Mann einen Sohn, Carl Moritz (geb. 2. September 1810).
1816 heiratete er Renata Concordia Rathke, deren Vater bereits im 18. Jahrhundert ein bekanntes Goldschmiedehaus in der Goldschmiedegasse 4 geführt hatte. Am 30. März 1816 ging das Haus samt Werkstatt und Wohnräumen in den Besitz der Familie Stumpf über. Nach dem Tod ihres Mannes im Jahr 1830 führte Renata Concordia Stumpf die Werkstatt zwei Jahre lang alleine. Carl war inzwischen in die Lehre als Goldschmied gegangen und bereiste Europa. Stationen waren Bromberg, Liegnitz, Dresden und Wien. Nach dem Tod seines Vaters kehrte er auf Wunsch seiner Stiefmutter nach Danzig zurück. In den folgenden sechs Jahren, bis 1838, führten die beiden das Geschäft in der Goldschmiedegasse 4 gemeinsam. 1857 nach zweiundsiebzig Jahren starb sie. Für das nächste halbe Jahrhundert war Carl Moritz Stumpf der alleinige Geschäftsführer des Familienunternehmens. Er baute das Unternehmen aus, führte neue Designs in die Produktion ein und stellte immer mehr neue Mitarbeiter ein. Die Firma Moritz Stumpf wurde zum größten Goldschmiedehaus in Danzig und zu einem der größten in Preußen. Die kleinen Räume in der Goldschmiedegasse 4 reichten nicht mehr aus, so dass Carl Moritz sie 1855 um das benachbarte Mietshaus in der Hausnummer 3 erweiterte.
Das Unternehmen erhielt Aufträge für Spezialprodukte aus ganz Europa. So fanden sich im Biedermeier mit Diamanten besetzte Silber- und Golddiademe, Goldbroschen mit Smaragden, Rubinen und Bernstein, kunstvolle Ketten und Anhänger an Kopf, Hals und Brust vieler Prinzessinnen und Hofdamen in Berlin, Kopenhagen und Wien. Kronprinz Friedrich Wilhelm IV. erhielt bei seinem Besuch in Danzig eine silberne Statuette in Form eines Segelschiffs aus dem 17. Jahrhundert, die von der Firma Moritz Stumpf mit großer Präzision gefertigt wurde. Ab 1862 führte das Unternehmen den Titel „Königliches Juwelierhaus“ in seinen Namen auf.
Carl Moritz führte das Familienunternehmen (ab 1861 zusammen mit seinem Sohn Albert Moritz) bis 1884. Zehn Jahre vor seinem Tod zog er sich aus dem aktiven Berufsleben zurück. Albert Moritz, der nach dem Tod seines Vaters das erfolgreiche Geschäft übernahm, wurde am 10. Oktober 1833 geboren. Wie es die Familientradition vorschrieb, wurde er von klein auf nicht nur in der Werkstatt seines Vaters, sondern auch in der großen Welt ausgebildet. Er reiste nach Berlin und Paris, wo er bei namhaften Goldschmieden in die Lehre ging. Auch in anderer Hinsicht blieb Albert Moritz der Familientradition treu, denn er heiratete Maria Winkelmann, deren Vorfahren seit 1628 in Danzig als Goldschmiede tätig waren. Auf diese Weise wurde die jahrhundertealte Tradition der Winkelmanns in die Schmucktradition der Familien Stumpf, Raths und Rathke eingereiht. Albert Moritz leitete das Unternehmen bis zu seinem Tod im Jahr 1895.
Sein Nachfolger Erich Albert Moritz Stumpf (geb. 14. November 1877) führte das Familienunternehmen zusammen mit seiner fünf Jahre jüngeren Schwester Frieda Marie, bis er 1898 alleiniger Inhaber des Juwelierhauses Moritz Stumpf & Sohn wurde. Wie sein Vater und Großvater vor ihm, wurde er von klein auf in den Goldschmiedewerkstätten Europas ausgebildet und ging in Hanau, Paris, London, München und Berlin in die Lehre. Er erwarb nicht nur Kenntnisse in der Kunst des Goldschmiedens, sondern auch in der Metallurgie, Kenntnis und Verarbeitung von Edelsteinen, er erlernte den Umgang mit modernen Metallbearbeitungsmaschinen im Wechsel mit Besuchen renommierter Kunstmuseen und Galerien, wo er die Werke der großen Meister der Malerei, Bildhauerei und Architektur kennenlernte. Nach seiner Rückkehr nach Danzig war er einer der am besten vorbereiteten Spezialisten – reich an den Erfahrungen seiner eigenen Familie und dem Wissen, das er auf seinen Reisen durch Europa erworben hatte.
Erich Albert Moritz brachte neue Muster, neue Technologien und vor allem einen neuen Kunststil nach Danzig, der sich Ende des 19. Jahrhunderts in Deutschland und Österreich verbreitete – den Jugendstil, eine deutsche und österreichische Version des Jugendstils. In dem, was wir heute als das Angebot des Unternehmens bezeichnen würden, erschienen dank Erich Albert Moritz Broschen, Ringe und Silberfiguren im Stil des deutschen Jugendstils.
In der Zeit, in der Erich Albert Moritz Inhaber des Unternehmens war, wuchs das Juwelierhaus rasant. Im Jahr 1900 wurde das Hauptgeschäft in der Goldschmiedegasse 3–4 in ein größteres und viel besser gelegenes Mietshaus in der Langgasse 15 getauscht. Drei Jahre später kam in der Langgasse 30 ein weiteres Geschäft hinzu, das 1911 um das benachbarte Mietshaus mit der Hausnummer 29 erweitert wurde. Moritz Stumpf & Sohn eröffnete auch zwei Filialen: 1904 in Zopot und 1910 in Langfuhr. Es gab auch mehrere Werkstatträume in der Stadt, von denen sich der größte (in den 1920er Jahren eröffnet) in der Hundegasse 111 und 113 befand.
Das Unternehmen inserierte in allen Danziger Zeitungen, aber nicht nur. Bescheidene und diskrete Anzeigen der Familie Stumpf fanden sich in Tageszeitungen in Hamburg, Berlin, London und Paris, in der Zwischenkriegszeit auch in der polnischen Presse.
Die Werbung für das Unternehmen und seine Produkte war nicht nur in Zeitschriften sichtbar. Erich Stumpf bemühte sich, auf den großen und bedeutenden Goldschmiedemessen, die in ganz Europa stattfanden, präsent zu sein. Der große Erfolg des Unternehmens war die Teilnahme an der Weltschmuckausstellung in Turin im Jahr 1911, wo Erich Albert Moritz Stumpf zwei Auszeichnungen für seine silbernen Bernsteinprodukte erhielt: den Grand Prix der Ausstellung und die Große Goldmedaille. Drei Jahre später, im Jahr 1914, wurde das Unternehmen auf der Malma-Ausstellung mit der Goldenen Staatsmedaille ausgezeichnet.
Erich war eine bekannte Persönlichkeit in Danzig, er gehörte zur Elite der Stadt. Und das wohl nicht nur, weil er einer der reichsten Bürger war. Erich Stumpf gehörte zu den – wahrscheinlich wenigen – Danzigern, die versuchten, die alten hanseatisch-Danziger Traditionen zu pflegen. Die Familie Stumpf betont seit jeher ihre deutschen Wurzeln, ihre Verbundenheit mit der deutschen Tradition. Aber als Danziger erlagen sie dem Charme der Danziger Tradition; multikulturell und multinational. Die Werke der Familie Stumpf waren gleichermaßen in Kirchen, evangelischen Gemeinden und Synagogen, an den Höfen von Berlin, Kopenhagen, Wien und Moskau präsent.
Erich Stumpf war Mitglied der Handelskammer Danzig, was damals nicht nur eine Auszeichnung, sondern auch eine lukrative Position war. Er war auch ein Experte für die Geschichte der Danziger Goldschmiedekunst, u. a. Autor des bibliophilen Jubiläumswerks „Bedenkblatt zum 500 järigen Jubiläum der Gold- und Silberschmiedeinnung zu Danzig“, das er selbst im Mai 1909 zum 500. Jahrestag der Gründung der Goldschmiedezunft in Danzig herausgab. Er ist auch Autor einer umfangreichen, reich bebilderten Geschichte der Familie Stumpf, die zum 125-jährigen Jubiläum des Familienunternehmens veröffentlicht wurde.
Seit über hundertvierzig Jahren war Moritz Stumpf & Sohn (oder früher Carl Stumpf oder Carl Stumpf Witwe) ein fester Bestandteil der Danziger Landschaft. Bedeutende Museen haben in ihren Sammlungen auch Werke der Goldschmiedekunst, die aus den Werkstätten von Moritz Stumpf & Sohn stammen. Die Werke des Unternehmens befinden sich in den Sammlungen des Nationalmuseums in Danzig und des Jüdischen Museums in New York.